# Почетна награда на австрийските книгоиздатели за толерантност в мислите и действията
„Почетната награда на австрийските книгоиздатели за толерантност в мислите и действията“ (на немски: Ehrenpreis des österreichischen Buchhandels für Toleranz in Denken und Handeln) се присъжда от 1990 г. в рамките на Австрийската седмица на книгата.
Тази почетна награда се дава на лица, „които с творчеството си и ангажираност са се застъпили по изключителен начин за толерантно отношение към различни по език и култура съседи и така са допринесли за мирно съвместно съжителство в Европа“.
Наградата е в размер на 10 000 €.

## Носители на наградата (подбор)
- Мило Дор (1990)
- Виктор Франкъл (1991)
- Герхард Рот (1994)
- Симон Визентал (1995)
- Ханс Карл Артман (1997)
- Кристине Ньостлингер (1998)
- Питър Устинов (1999)
- Йозеф Хаслингер (2000)
- Карл-Маркус Гаус (2001)
- Илзе Айхингер (2002)
- Ерих Хакл (2004)
- Барбара Фришмут (2005)
- Мартин Полак (2007)
- Дорон Рабиновичи (2015)
- Елиф Шафак (2017)
- Илия Троянов (2018)
- Навид Кермани (2021)